# Джордж Гордон, 5-й герцог Гордон

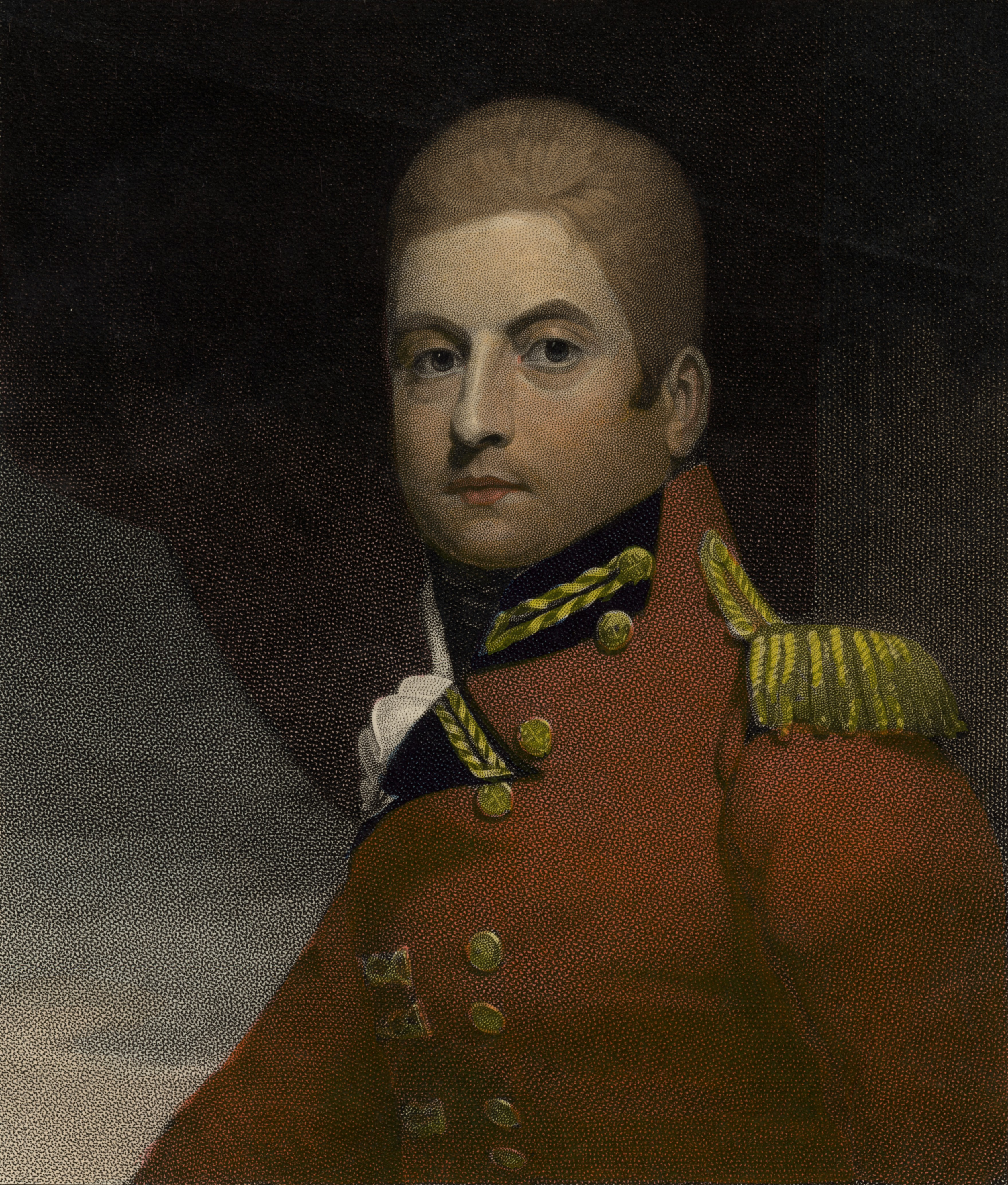
Маркіз Гантлі, полковник 42 піхотного полку. 1806 рік.

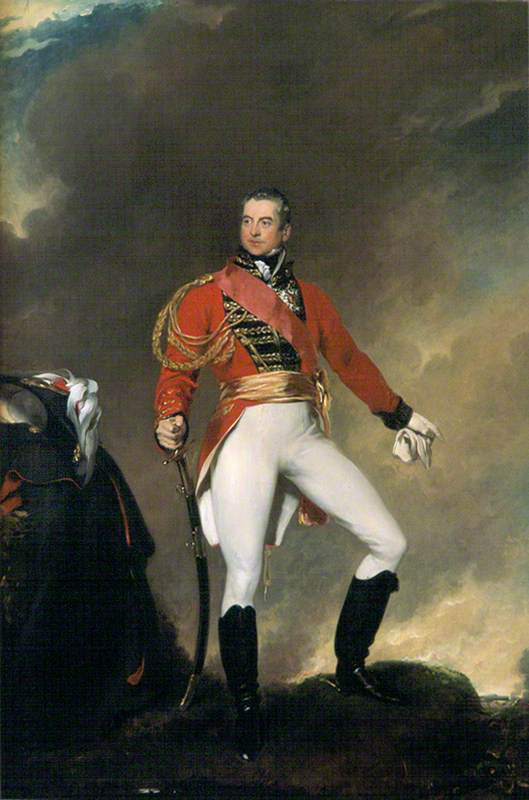
Портрет герцога Гордона художника Томаса Ловренса.

Джордж Дункан Гордон, V герцог Гордон (2 лютого 1770 — 28 травня 1836) — шотландський шляхтич, маркіз Гантлі до 1827 року, генерал, військовий діяч і політик, вождь клану Гордон. Останній з династії графів Гантлі, герцогів Гордон — прославленої династії шотландської шляхти.

## Життєпис

### Молоді роки
Джордж Дункан Гордон народився в Единбурзі 2 лютого 1770 року. Він був сином Олександра Гордона, IV герцога Гордона та герцогині Гордон — уродженої леді Джейн Максвелл. Джордж Гордон здобув освіту в Ітоні. Він був професійним військовим і дослужився до звання генерала. Він брав участь у війнах з революційною Францією. Коли він ще був маркізом Гантлі, він служив у Фландрії в 1793—1794 роках. Він набирав, а потім командував 92 полком горян — командував цим полком під час ведення бойових дій в Іспанії, на Корсиці, в Ірландії, в Нідерландах у 1795—1799 роках. Під час цих війн він був тяжко поранений. Потім він командував дивізією під час походу в Валгерен у 1809 році.
Він був масоном і став Великим Майстром Великої ложі Шотландії в 1792—1794 роках. Він був членом парламенту в 1806—1807 роках. 11 квітня 1807 року у віці 37 років він отримав титул пера палати лордів як барон Гордон Гантлі Глостер. Джордж Дункан Гордон був призначений таємним радником в 1830 році. Він був Хранителем Великої Печатки Шотландії в 1828—1830 роках. З 1827 року він був каштеляном Единбурзького замку.

### Одруження і родина
Джордж Дункан Гордон одружився в Бат 11 грудня 1813 року з Елізабет Броді, що була на 24 роки молодша за нього. Елізабет Броуді була дочкою Олександра Броді з Арнхолла, що Кінкардінширі. Елізабет Грант писала про неї так: «Його наречена була молода, і прекрасна, і багата, але не вправна і без здібностей. Вона зробила його дуже щасливим. Він завдяки цьому шлюбу заплатив свої найнагальніші борги, тобто заплатив її батько, старий містер Броуді з Берн, брат того самого Броді… Він отримав дуже великі статки і все віддав своїй дочці — єдиній дитині більше £ 100 000, і залишив їй більше, ніж будь-хто інший. Насправді її чоловікові дуже пощастило. Вона мала здоровий глузд, вона виявилась першокласною жінкою щодо грошових справ. Пізніше вона співала в церковному хорі методистів».
Проте, під час свого шлюбу, до того часу, поки він не успадкував титул герцога Гордон, Джордж Дункан Гордон постійно перебував у фінансових проблемах. Сучасники про нього писали, що «лорд Гантлі зараз має труднощі внаслідок розгульного життя, яке він вів в молодості, він пригнічений боргами, він наситився розвагами аристократії, втомився від моди, втомився усвідомлювати, що він останній спадкоємець роду Гордон». Шлюб дав йому надію позбутися цих проблем і мати спадкоємців шляхетних титулів.

### Зрілі роки
Як і його батько, Джордж Дункан Гордон отримав багато почесних титулів і посад. До них належать посади: лорд-лейтенанта Абердинширу, канцлера коледжу Марішал, лорд-каштеляна Шотландії. Посаду лорда верховного каштеляна Шотландії він отримав для коронації короля Великої Британії Георга IV у 1820 році.
Коли він успадкував титул герцога Гордон, він зарекомендував себе крайнім реакціонером. Він рішуче виступав проти Білла Великої Реформи. Коли більшість перів з партії торі вирішили утриматись, він лишився одним з тих 22 «лицарів», які голосували проти третього читання законопроєкту в Палаті Лордів 4 червня 1832 року.
Протягом більшої частини цього періоду його дружина служила Аделаїді Саксен-Майнінген, дружині короля Вільгельма IV. Вона отримала в нагороду під час коронації мантію королеви, яку тепер можна знайти серед багатьох інших пам'ятних речей родини Гордон в замку Броді.
Натаніель Паркер Вілліс — американський журналіст залишив нам цікавий репортаж про життя в замку Гордон в часи сутінків життя герцога Гордон. Він писав, що життя в замку було з «багатим внутрішнім світом, замок відвідували чимало розкішних дам, що катались верхи і на фаетонах, гостювали джентльмени з рушницями для полювання, з гончими собаками, в околицях замку було багато дичини — оленів, зайців, фазанів. У замку жили десятки слуг». Про життя в замку Гордон писав також Вілліс: «Я ніколи не розумів цього життя аристократії, все це багатство і первородство… Незадовго до обіду герцог подзвонив і в його кімнату зайшов елегантний сивочолий джентльмен благородного вигляду з широкою червоною стрічкою через всі груди і супроводив його до їдальні…»

## Спадщина
Герцог Гордон помер на Белгрейв-сквеар, Лондон, 28 травня 1836 року у віці 66 років. Титул герцога Гордон зник разом з його смертю. Але титул маркіз Гантлі (що існував з 1599 року) перейшов до його далекого родича — граф Абойна. Маєтки герцога Гордана успадкував його племінник Чарльз Гордон-Леннокс — V герцог Річмонд. Рухоме майно Гордон заповів герцогині Броді.
Елізабет Броді — остання герцогиня Гордон, поселилась в замку Гантлі, де вона стала ревно релігійною, більше ніж вона була раніше, і лишалась такою до її смерті 31 січня 1864 року, коли також згас останній слід титулу герцогів Гордон.
Герцог і герцогиня Гордон побудували храм Гордон Чапел (шотландської Єпископальної церкви) в Фохабер. У храмі є меморіальна табличка останньому герцогу Гордон.
Герцог Гордон мав трьох незаконнонароджених дітей: Чарльза Гордона, Сьюзан Сордет та Джорджіану МакРе.